# وكالة الفضاء المصرية
وكالة الفضاء المصرية هي هيئة عامة اقتصادية مصرية، لها شخصية اعتبارية وتتبع رئيس الجمهورية، أنشئت بالقانون رقم 3 لسنة 2018.:مادة1 وتهدف إلى استحداث ونقل علوم تكنولوجيا الفضاء وتوطينها وتطويرها وامتلاك القدرات الذاتية لبناء الأقمار الصناعية وإطلاقها من الأراضي المصرية.:مادة2 في 2019، أعلنت وزارة التعليم العالي والبحث العلمي تعيين محمد عفيفي طه أحمد القوصي رئيسًا تنفيذيًّا للوكالة برتبة وزير لمدة عام.

## المهام
- وضع الاستراتيجية العامة للدولة في مجال علوم وتكنولوجيا الفضاء وامتلاك هذه التكنولوجيا.
- وضع برنامج الفضاء الوطني والتصديق عليه من المجلس الأعلى للوكالة ومتابعة تنفيذه.
- الموافقة على مصادر التمويل والاستثمارات اللازمة لتنفيذ برنامج الفضاء الوطني.
- الوقوف على الإمكانيات العلمية والتكنولوجية والبحثية والتصنيعية والبشرية في مجال علوم وتكنولوجيا الفضاء على مستوى الدولة والاستفادة منها.
- وضع خارطة طريق لمشروعات الفضاء ودعم تنفيذها من خلال الأجهزة المعنية بالدولة.
- دعم البحوث والدراسات والبرامج التعليمية في مجال علوم وتكنولوجيا الفضاء.
- تمويل الاستثمارات في المؤسسات التي تعمل على تطوير صناعة الفضاء ودعم الأبحاث وبراءات الاختراع في هذا المجال.
- دعم برامج تطوير استخدامات وتطبيقات علوم وتكنولوجيا الفضاء.
- دعم تأسيس بنية تحتية لتطوير الأنظمة الفضائية وتصنيعها.
- تنظيم الجهود وتجميع الخبرات العاملة في مجال علوم وتكنولوجيا الفضاء وتكاملها.
- تطوير العلاقات الدولية الاستراتيجية في مجال علوم وتكنولوجيا الفضاء.
- إبداء الرأي في مشروعات القوانين ذات الصلة بمجال عمل الوكالة.
- المشاركة في إعداد برامج التأهيل والتدريب في المدارس والجامعات في مجال علوم وتكنولوجيا الفضاء.
- مراجعة خطط تأهيل مصانع القطاع الحكومي وغيرها ذات الصلة بمجال عمل الوكالة لاعتمادها لتصنيع معدات الفضاء ومتابعتها.
- متابعة اعتماد وتنفيذ المواصفات القياسية في مجال تصنيع المعدات الفضائية ذات الصلة بعمل الوكالة.
- تنسيق واستخدام وإدارة بيانات الأقمار الصناعية والبنية التحتية ذات الصلة بعمل الوكالة.[3]:مادة3

## الهيكل الإداري

### المجلس الأعلى للوكالة
يشكل المجلس الأعلى للوكالة برئاسة رئيس الجمهورية وعضوية كل من:
- رئيس مجلس الوزراء، وينوب عن رئيس الجمهورية في حال غيابه.
- وزير الدفاع والإنتاج الحربي.
- وزير الداخلية.
- وزير الاتصالات وتكنولوجيا المعلومات.
- وزير المالية.
- الوزير المختص بالبحث العلمي.
- وزير الدولة للإنتاج الحربي.
- رئيس جهاز المخابرات العامة.
- رئيس هيئة الرقابة الإدارية.
- الرئيس التنفيذي للوكالة.
- رئيس الهيئة العربية للتصنيع.[3]:مادة7

### مجلس الإدارة
يتولى إدارة الوكالة مجلس إدارة يشكل بقرار من رئيس الجمهورية برئاسة رئيس مجلس الوزراء وعضوية كل من:
- الوزير المختص بالبحث العلمي.
- وزير الاتصالات وتكنولوجيا المعلومات.
- الرئيس التنفيذي للوكالة.
- رئيس أكاديمية البحث العلمي.
- أحد نواب رئيس مجلس الدولة (يختاره رئيس مجلس الدولة).
- ممثل لوزارة الدفاع (يختاره وزير الدفاع).
- ممثل لوزارة الداخلية (يختاره وزير الداخلية).
- ممثل لوزارة المالية (يختاره وزير المالية).
- ممثل لوزارة الإنتاج الحربي (يختاره وزير الدولة للإنتاج الحربي).
- ممثل لرئاسة الجمهورية (يختاره رئيس ديوان رئيس الجمهورية).
- ممثل لجهاز المخابرات العامة (يختاره رئيس الجهاز).
- ممثل لهيئة الرقابة الإدارية (يختاره رئيس الهيئة).
- ممثل للهيئة العربية للتصنيع (يختاره رئيس الهيئة).
- ثلاثة أعضاء من ذوي الخبرة في المجالات ذات الصلة بعمل الوكالة.[3]:مادة8

### الرئيس التنفيذي
للوكالة رئيس تنفيذي بدرجة وزير يصدر بتعيينه وإعفائه من منصبه قرار من رئيس الجمهورية دون التقيد بالسن المقررة لترك الخدمة ويكون تعيينه لمدة أربع سنوات قابلة للتجديد.
يمثل الرئيس التنفيذي الوكالة أمام القضاء وفي علاقاتها بالغير ويكون مسؤولاً أمام مجلس الإدارة عن سير أعمال الوكالة فنياً وإدارياً ومالياً، ويختص بالآتي:
- تنفيذ قرارات مجلس الإدارة ومتابعتها.
- تصريف شئون الوكالة والإشراف على سير العمل بها.
- عرض تقارير دورية على مجلس الإدارة عن نشاط الوكالة وسير العمل بها.
- القيام بأي أعمال أو مهام يكلفه به مجلس الإدارة.[3]:مادة11

يندب رئيس مجلس الوزراء من يحل بصفة مؤقتة محل الرئيس التنفيذي في حال غيابه أو خلو المنصب.:مادة12 وللرئيس التنفيذي بعد موافقة مجلس الإدارة التعاقد بصفة مؤقتة مع الأجانب في الوظائف التي تتطلب مؤهلات علمية أو خبرات خاصة لا تتوافر في المصريين. كما يجوز له التعاقد مع المصريين ذوي المؤهلات أو الخبرة العلمية الخاصة.:مادة14

## الرؤساء التنفيذيون
- محمد عفيفي القوصي.[5] (أغسطس 2019 - أغسطس 2022)
- شريف محمد صلاح الدين محمد صدقي (أغسطس 2022 - أعسطس 2025)[6]
- ماجد إسماعيل محمد إسماعيل (أغسطس 2025 - حتى الآن)[7]

## الشركات التابعة
- الشركة المصرية للخدمات الفضائية.[8]

## وصلات خارجية
- الموقع الرسمي للهيئة.
- الصفحة الرسمية للهيئة على موقع فيس بوك.